# Johanna Boutet-Ruiz
Johanna Boutet-Ruiz, née le 11 janvier 1970 à Tours, est une joueuse internationale française de basket-ball.

## Palmarès

### Sélection nationale
Championnat d'Europe
- Médaille d'argent du Championnat d'Europe 1999 en Pologne

Jeux méditerranéens
- Médaille de bronze des Jeux méditerranéens de 1997 en Italie

Autres
- Début en Équipe de France le 16 mai 1997 à Cosenza contre l'Équipe d'Italie
- Dernière sélection le 1er septembre 2001 à Gravelines contre l'Équipe de Lituanie[1].